# Моллия
Моллия (итал. Mollia) — коммуна в Италии, располагается в регионе Пьемонт, в провинции Верчелли.
Население составляет 100 человек (2008 г.), плотность населения составляет 7 чел./км². Занимает площадь 14 км². Почтовый индекс — 13023. Телефонный код — 0163.
Покровителем коммуны почитается святой Иоанн Креститель, празднование 24 июня.

## Демография
Динамика населения:

## Администрация коммуны
- Официальный сайт: